# 埃洛希姆

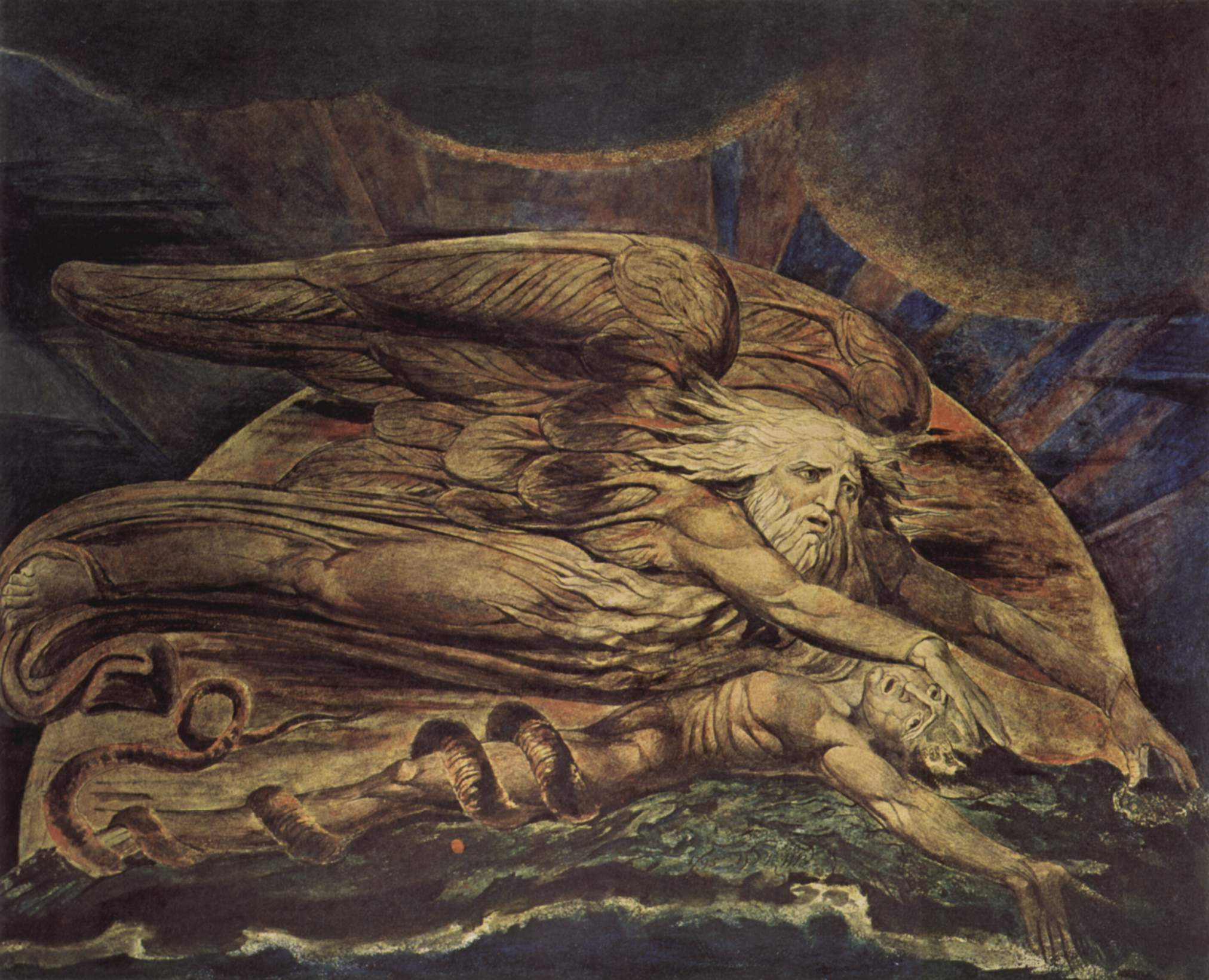
英國畫家威廉·布萊克的作品《於是埃洛希姆創造亞當》

埃洛希姆（羅馬化：’ĕlōhîm），又譯為厄羅依、以利、耶洛因、伊羅興，也被譯為天主、神、上帝、造物者。希伯來語以此來表達「神」的概念。也亦有時指異教的神 。

## 字源
埃洛希姆，希伯來原文為אלהים （Elohim，希伯來文從右往左順序閲讀），是（eloha）的複數形態，指向以色列的神 。希伯來語中，以此來表達「神」的概念。當與複數動詞並用時，埃洛希姆意為“眾神”。它與古迦南語有很深的關係，字根來自於西北閃語的埃爾神 (il，或）。
有些學者主張這個詞是代表"天外客"，因為它又源於拉丁語deus，而deus的詞根是印歐詞deywós，意為“天上的”。但這顯然與它的原意相違。學者們猜測，這可能有由於拉丁文直接將原文中的םיהלא翻譯成同是代表神明的詞彙deus。

## 猶太教與基督教
在《摩西五經》中，除了四字神名之外，伊羅興（Elohim）是對上帝最主要的稱呼。伊羅興概括了神或神明所具有的意思，在七十士譯本中，被譯為希臘語θεός（theos，“神”）。
在聖經中，上帝的其他名稱，也是由伊羅亞（eloha）組成的複合字。如伊勒伊羅安（El Elyon），意譯為最高的神。伊勒沙代（El Shaddai）， 全能的神；伊勒羅伊（El Ro；「看顧人的神」，創十六13）、伊勒伯特利（El Bethel；「伯特利之神」，創三十五7）、伊勒俄南（El Olam；「永生神」，創二十一33）和伊勒比利土（El Berith；「立約的神」，士九46；譯註：和合本譯作「巴力比利土」)。
聖經譯本中，英語譯本譯為God，漢語譯本譯為造物者、天主、神、上帝。

## 雷爾運動
雷爾運動創辦人雷爾將其翻為「耶洛因」，自稱見過耶洛因，並稱耶洛因事實上是創造地球人的外星科學家，其原意為「來自天空的人們」（Those who came from the sky （页面存档备份，存于）)單數形式為「耶洛哈」（Eloha/Eloah）。